# Tapinose
Issue étymologiquement du grec ταπεινομα puis du latin tapinoma, qui signifient "bassesse d'expression", la tapinose (substantif féminin) est une figure de style consistant en un procédé de dégradation burlesque à travers une hyperbole contraire, qui sous forme exagérée et à caractère réducteur ou péjoratif, voire ironique, amplifie un fait, une idée, un trait pour en minimiser la portée ou pour dissimuler une information. Elle est proche de l'euphémisme, de l'atténuation et de la litote.

## Définition
La tapinose emploie les ressources de l'hyperbole mais sur un mode négatif et dans un but essentiellement satirique ou burlesque.
On emploie parfois le terme de tapinose pour désigner une litote satirique.

## Exemples

### Tapinoses populaires
Les exemples suivants constituent des litotes :
- ça ne casse pas trois pattes à un canard ;
- il n'a pas inventé le fil à couper le beurre ;
- ce n'est pas un enfant de chœur ;
- il n'a pas inventé le bidon de deux litres ;
- ce n'est pas le couteau le plus aiguisé du tiroir ;
- il n'a pas inventé l'eau tiède.

### Tapinoses littéraires
- « Par une coïncidence extraordinaire, ou plutôt par un simple hasard, j'ai revu l'homme au gibus »
- « au milieu d'un ciel empourpré, un gros soleil rutilant et bouffi comme une figure d'ivrogne apparaissait derrière les arbres[1] »

## Historique de la notion
Le terme tapinose provient du grec tapeinôsis signifiant « amoindrissement ».
Il est mentionné par Quintilien au Ier siècle pour désigner un style trop familier. Par la suite, il en est venu à désigner une figure employant des termes bas pour réduire la grandeur ou la dignité d'une action, notamment dans le style burlesque.
Pour O. Reboul, la tapinose appartient à la classe des hyperboles ; il précise que l’auxèse est une hyperbole positive alors que la tapinose a un sens négatif.

### Figures proches
- Figure « mère » : hyperbole
- Figures « filles » : aucun

- Paronymes : aucun
- Synonymes : litote, euphémisme, méiose (atténuation)
- Antonymes : auxèse